# Yansa Tholus
Yansa Tholus is een heuvel op de planeet Venus. Yansa Tholus werd in 2009 genoemd naar Yansa, godin van wind en vuur in de Braziliaanse Aboriginal-cultuur.
De heuvel heeft een diameter van 20 kilometer en bevindt zich in het quadrangle Snegurochka Planitia (V-1).